# Население на Кувейт
Населението на Кувейт през 2007 г. е 2 691 158 души.

## Възрастов състав
(2006)
- 0-14 години: 27,2% (мъжe 323 382 / жени 311 700)
- 15-64 години: 70,1% (мъжe 1 045 589 / жени 591 243)
- над 65 години: 2,7% (мъжe 40 439 / жени 23 295)

## Коефициент на плодовитост
- 2005 – 2,97

## Етнически състав
- 60-65% – араби
- 30-35% – Южна Азия (от Индия, Пакистан, Бангладеш и Шри Ланка без кувейтско гражданство)
- 5-10% – други (от Африка, Източна Азия, Европа и Северна Америка без кувейтско гражданство)

## Религия
- 85 % – мюсюлмани:
  - 72 % – сунити
  - 13 % – шиити
- 15 % – други

## Език
Официален език в Кувейт е арабският.